# رافائل آیویم
رافائل آیویم (انگلیسی: Raffaele Ioime؛ زادهٔ ۲۷ اکتبر ۱۹۸۷) بازیکن فوتبال اهل ایتالیا است.
از باشگاه‌هایی که در آن بازی کرده‌است می‌توان به باشگاه فوتبال لاتینا، باشگاه فوتبال تریستیانا، باشگاه فوتبال اسپال، و باشگاه فوتبال کاتانیا اشاره کرد.